# Gnetum leyboldii
Gnetum leyboldii là một loài thực vật hạt trần trong họ Gnetaceae. Loài này được Tul. mô tả khoa học đầu tiên năm 1858.